# Fehér Ilona
Fehér Ilona (Budapest, 1901. december 1. – Holon, Izrael 1988. január) magyar-izraeli hegedűművész, zenepedagógus.

## Életpálya
Fehér Ilona Joseph Blochnál, Joseph Smilovitchnál és Pogány Imrénél kezdte hegedűtanulmányait majd a budapesti Zeneakadémián folytatta Hubay Jenőnél. Tanulmányai végeztével Magyarországon és külföldön koncertezett, többek között az amszterdami zenekarral (Royal Concertgebouw Orchestra), Willem Mengelberg vezényletével.
1942-ben Fehér Ilonát és Lili lányát koncentrációs táborba deportálták. 1944-ben megszöktek, és a partizánokhoz csatlakoztak. A háború végén tudta meg, hogy egész családja elpusztult. Csehszlovákiában élt, folytatta a Kelet-Európára, a volt szovjet tömb tagállamaira korlátozott fellépéseit. 1949-ben alijázott férjével, lányával, és Holonban telepedett le. Hegedűje volt az egyetlen, amit magával hozhatott. Első izraeli hangversenyén, egy régi cfáti moziban katonáknak játszott. Az izraeli zenei élet kiábrándította, anyagi gondjai is hozzájárultak, hogy Moshe Weinstein hegedűkészítő tanácsára lemondjon az aktív zenélésről és a tanításnak szentelje idejét.
Pedagógusként Fehér Ilona talán utolsóként képviselte a közép-európai hegedűoktatás Joachim József (Joseph) és Hubay Jenő nevével fémjelzett hagyományát. Fehér Ilonát karizmatikus, tehetséges, gondos és ihletett tanárnőnek tartották tanítványai, humanista, odaadó, humorérzékkel megáldott pedagógusnak. Tanítványai közül többen világhírűek lettek: Shmuel Ashkenasi, Pinchas Zukerman, Shlomo Mintz, Hagai Shaham, Ron Efrat, Yehonatan Berick és Yoel Levi, később az Atlanta Symphony Orchestra karmestere.
Fehér Ilona rendszeresen találkozott Moshe Weinstein hegedűkészítővel, beszámolt neki tanítványai előmeneteléről, Weinstein pedig tehetséges, fiatal zenészeket ajánlott figyelmébe.
Fehér Ilona a tel-avivi Rubin Zeneakadémián tanított, mesterkurzusokat tartott külföldön, a müncheni és a freiburgi (Ludwig Spohr) hegedűversenyen zsűrizett. Munkásságát a Liszt Ferenc Zeneakadémia, a Weizmann Intézet, a holoni önkormányzat elismeréssel, kitüntetéssel jutalmazta. Isaac Stern 65. születésnapja alkalmából 1985-ben a Carnegie Hallban adott koncert során az Amerikai-Izraeli Kulturális Alapítvány (America-Israel Cultural Foundation) a King Solomon Award-ot adományozta Fehér Ilonának.  Holonban az utca, ahol lakott, ma a nevét viseli. A Fehér Ilona Alapítványt (Ilona Fehér Foundation) emlékére hozták létre tanítványai, köztük Hagai Shaham és Itai Shapira 2003-ban.